# بيت حميان (الرجم)

تعديل مصدري - تعديل

بيت حميان هي إحدى قرى عزلة بني عواض بمديرية الرجم التابعة لمحافظة المحويت، بلغ تعداد سكانها 60 نسمة حسب تعداد اليمن لعام 2004.